# Henri Malosse
Henri Malosse (Montpellier, 6 ottobre 1954) è un politico francese, trentesimo presidente del Comitato economico e sociale europeo (CESE) tra aprile 2013 e ottobre 2015.